# Pavonia pseudotyphalaea
Pavonia pseudotyphalaea là một loài thực vật có hoa trong họ Cẩm quỳ. Loài này được Planch. & Linden ex Triana & Planch. mô tả khoa học đầu tiên năm 1862.